# Sungai Batang/ C.6
Sungai Batang/ C.6 is een bestuurslaag in het regentschap Musi Banyuasin van de provincie Zuid-Sumatra, Indonesië. Sungai Batang/ C.6 telt 1207 inwoners (volkstelling 2010).